# Drosophila sampagensis
Drosophila sampagensis este o specie de muște din genul Drosophila, familia Drosophilidae, descrisă de Muniyappa și C. Adinarayana Reddy în anul 1980. Conform Catalogue of Life specia Drosophila sampagensis nu are subspecii cunoscute.